# Thomas E. Lacher, Jr.
Thomas Edward Lacher, Jr. (* 9. August 1949 in Pittsburgh, Pennsylvania), häufig Thomas E. Lacher, Jr. oder Thomas Edward Lacher geschrieben, ist ein US-amerikanischer Ökologe und Mammaloge. Sein Forschungsschwerpunkt ist die Tropenökologie und die Naturschutzbiologie von Kleinsäugern.

## Leben
Thomas Edward Lacher junior ist der Sohn von Thomas E. Lacher senior und Mary Lacher, geborene McMullen. 1972 erlangte er den Master of Science an der University of Pittsburgh. Von 1972 bis 1979 war er Lehrassistent in Biologie an der University of Pittsburgh. 1980 wurde er an derselben Universität mit der Dissertation The comparative social behavior of Kerodon rupestris and Galea spixii in the xeric caatinga of northeastern Brazil zum Ph.D. promoviert. Von 1979 bis 1981 war er Assistenzprofessor an der Universidade de Brasilia. Von 1981 bis 1989 war er zunächst Assistenzprofessor und anschließend außerordentlicher Professor für Umweltwissenschaften an der Western Washington University. 1986 war er Gastprofessor an der Universidade Federal de Minas Gerais und Berater des WWF.
Von 1989 bis 1996 war er Geschäftsführer des Forschungskonsortiums des Archbold Tropical Research Center und Professor an den Abteilungen Aquakultur, Fischerei und Wildtiere sowie Umwelttoxikologie der Clemson University in South Carolina. 1989 wurde er Mitglied der Forschungsgruppe für Kleinsäuger der IUCN/Species Survival Commission, wo er gegenwärtig stellvertretender Vorsitzender ist. 1988 war er Mitarbeiter am Empresa Brasileira de Pesquisa Agropecuária. Von 1990 bis 1992 war er Mitglied im Forschungskomitee des National Institute of Environmental Health Sciences. 1991 war er Mitarbeiter in der Kellogg Foundation.
Von 1996 bis 2004 war Lacher Professor und Leiter der Abteilung für Wildtierökologie und Fischereiwissenschaften und bis 2007 Professor an der Abteilung für Umwelttoxikologie der Texas A&M University. Von 2002 bis 2007 war er Mitarbeiter bei Conservation International, wo er die Position des Senior Vice President innehatte und Vorstandsmitglied am Center for Applied Biodiversity Science (CABS) war.
Lacher ist Mitglied bei der American Association for the Advancement of Science, bei der American Society of Mammalogists, bei der Ecological Society of America, bei der Association for Tropical Biology and Conservation und bei der Society for Conservation Biology. Er ist seit 1978 verheiratet und hat zwei Töchter.
Im Jahr 1982 schrieb Lacher Beiträge für die erste Auflage von Mammal Species of the World von James H. Honacki, Kenneth E. Kinman und James W. Koeppl und im Jahr 1984 den Eintrag über die Meerschweinchen im Werk The Encyclopedia of Mammals von David Macdonald. Im Jahr 1993 veröffentlichte er die Studie Wildlife Toxicology and Population Modeling: Integrated Studies of Agroecosystems. 1998 war er Mitherausgeber des Werkes GIS Methodologies for Developing Conservation Strategies  und im Jahr 2010 des Werkes Wildlife Toxicology: Emerging Contaminant and Biodiversity Issues. In den Jahren 2016 und 2017 war Lacher Mitherausgeber der Bände 6 und 7 des Handbook of the Mammals of the World. Für den sechsten Band schrieb er die Kapitel über die Meerschweinchen und über die Agutis und Acouchis.